# Komitas Vardapet
Soghomon Gevorki (Gevorkevič) Soghomonjan - Komitas Vardapet (armensko: Սողոմոն Գևորքի Սողոմոնյան - Կոմիտաս Վարդապետ), po zahodnoarmenskem prečrkovanju tudi Gomidas Vartabed, armenski duhovnik, muzikolog in skladatelj zborovske glasbe, * 8. oktober 1869, Kütahya, Osmansko cesarstvo (danes Turčija), † 22. oktober 1935, Pariz, Francija.

## Življenjepis
Soghomon (Gevorki) Soghomonjan se je rodil v glasbeni družini. Že pri enem letu mu je umrla mama, deset let kasneje pa še oče. Nekaj časa je zanj skrbela babica. Kmalu je prelat tamkajšnje škofije Gevork Tercagian moral oditi v Ečmiadzin, kjer so ga posvetili v škofa. Po naročilu katolikosa Kevorka IV., naj s seboj pripelje še osirotelega otroka, je med 20 sirotami izbral Soghomonjana, ki je tako leta 1881 vstopil v samostansko šolo, kjer je njegovo pevsko nadarjenost opazil tudi sam katolikos.  Dokončal jo je leta 1893. Tega leta je bil posvečen v meniha. Po cerkveni tradiciji je to pomenilo ponovno rojstvo, zato je dobil novo ime Komitas (po armenskem piscu hvalnic iz 7. stoletja). Dve leti kasneje, leta 1895 je postal duhovnik in pridobil še naziv Vardapet oz. Vartabed (duhovnik, cerkveni učenjak).
Nekaj časa je poučeval armensko cerkveno glasbo ter ustanovil in vodil samostanski pevski zbor. Leta 1896 je odšel v Berlin in se vpisal na  tamkajšnjo Cesarsko univerzo Friedricha Wilhelma, kjer je študiral zgodovino filozofije glasbe, hkrati pa je pri Richardu Schmidtu študiral še glasbo. Leta 1899, ko si je pridobil naziv doktor muzikologije, se je vrnil v Ečmiadzin in prevzel vodenje večglasnega cerkvenega zbora. Precej je potoval po deželi, poslušal in si zapisoval podrobnosti o pesmih in plesih, ki so se pele oz. plesale po posameznih vaseh. Zbral in objavil je približno 3000 ljudskih pesmi, precej jih je priredil za pevske zbore. Že leta 1892 začel skladati Badarak (Božansko liturgijo). Za temelj je vzel monotono petje, ki ga je slišal od najstarejših duhovnikov in nanj nanesel tipične (in prečiščene tujih vplivov) armenske glasbene elemente, ki jih je izluščil iz zbranega materiala. Badarak je še danes tako rekoč nepogrešljiv del cerkvenega obreda. Najbolj je znana različica za troglasni moški pevski zbor, ki mu je bila najljubša. Zaradi dogodkov v bližajoči se prvi svetovni vojni dela ni nikoli uspel povsem dokončati.
Bil je prvi neevropejec, ki je bil sprejet v Mednarodno glasbeno združenje. Če ne upoštevamo zakavkaških držav nekdanje Sovjetske zveze, je imel koncerte v Parizu, Ženevi, Bernu, Konstantinoplu (današnjem İstanbulu), Benetkah in Aleksandriji. Imel je tudi več odmevnih predavanj, s katerimi je predstavil do takrat v svetu skorajda neznano armensko glasbo.
Od leta 1910 je živel in delal v Konstantinoplu in tam ustanovil 300-članski zbor Gusan. 24. aprila 1915, na dan, ki velja za začetek genocida nad Armenci, so ga turške oblasti skupaj z 200 drugimi v Konstantinoplu živečimi armenskimi intelektualci zaprle in ga prisilile k pešačenju proti arabski puščavi. Zaradi posredovanja veleposlanika ZDA Henryja Morgenthau-a in turškega pesnika Mehmeda Emina Yurdakula so ga sicer dokaj hitro izpustili, tako da je preživel genocid, vendar je bil del njegove obsežne zbirke uničen ali popolnoma pomešan. Vse skupaj ga je toliko potrlo, da si psihično ni nikdar več povsem opomogel. Preselil se je v Pariz in leta 1935 umrl v tamkajšnji umobolnici Villejuif. Naslednje leto so njegove posmrtne ostanke prenesli v erevanski Panteon. V 50. letih so v Armenijo prišli tudi njegovi rokopisi. Danes se po njem imenuje glasbena akademija v Erevanu.
Badarak je bil leta 1933 natisnjen v Parizu, leta 1988 pa je bil v Erevanu prvič posnet na digitalni nosilec zvoka.